# Виллер-Сен-Поль

Виллер-Сен-Поль (фр. Villers-Saint-Paul) — город на севере Франции, регион О-де-Франс, департамент Уаза, округ Санлис, кантон Ножан-сюр-Уаз. Расположен в 36 км к юго-востоку от Бове и в 52 к северу от Парижа, недалеко от места впадения реки Бреш в Уазу. Входит в состав промышленно-урбанизированной зоны Крей. На юге коммуны находится железнодорожная станция Виллер-Сен-Поль линии Крей-Жёмон.
Население (2018) — 6 440 человек.

## Достопримечательности
- Церковь Святых Петра и Павла XII века в романском стиле
- Шато Виллер-Сен-Поль XVIII века

## Экономика
Структура занятости населения:
- сельское хозяйство — 0,0 %
- промышленность — 31,1 %
- строительство — 3,3 %
- торговля, транспорт и сфера услуг — 43,3 %
- государственные и муниципальные службы — 22,3 %

Уровень безработицы (2017) — 21,0 % (Франция в целом — 13,4 %, департамент Уаза — 13,8 %). 

Среднегодовой доход на 1 человека, евро (2018) — 19 130 (Франция в целом — 21 730, департамент Уаза — 22 150).

## Демография
Динамика численности населения, чел.

## Администрация
Пост мэра Виллер-Сен-Поль с 1989 года занимает член Социалистической партии Жерар Вен (Gérard Weyn). На муниципальных выборах 2020 года возглавляемый им левый список победил в 1-м туре, получив 80,9 % голосов.
| Период | Период | Фамилия         | Партия                  | Примечания                            |
| ------ | ------ | --------------- | ----------------------- | ------------------------------------- |
| 1969   | 1977   | Марсель Трибуле |                         |                                       |
| 1977   | 1978   | Жильбер Морансе |                         |                                       |
| 1978   | 1989   | Марсель Трибуле |                         |                                       |
| 1989   |        | Жерар Вен       | Социалистическая партия | член Генерального совета департамента |

## Галерея

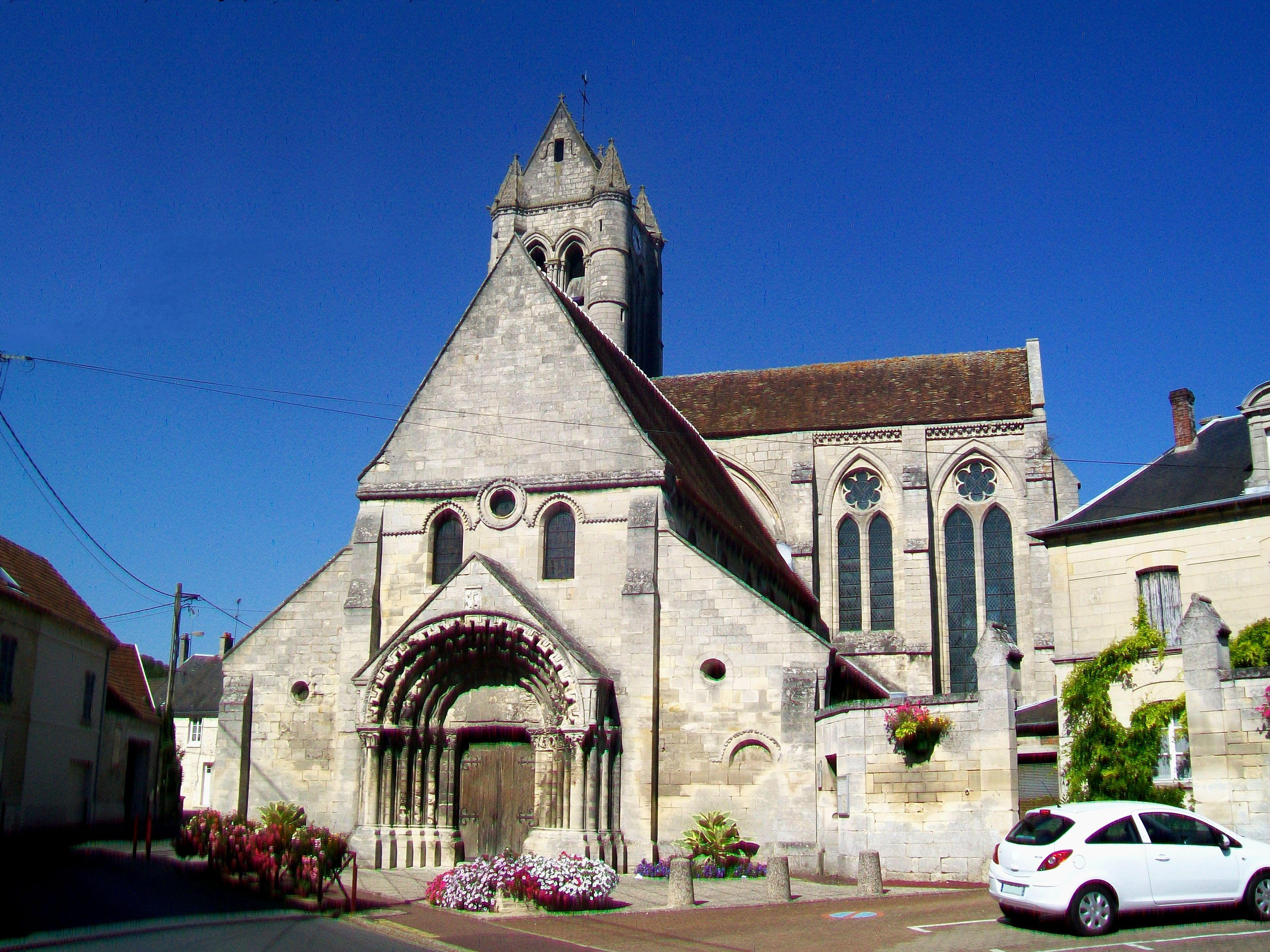
Церковь Святых Петра и Павла

1. 1 2  база данных о французских коммунах — Национальный географический институт Франции, 2015.